# Wilhelm Sereinigg
Wilhelm Sereinigg (* 17. November 1913 in Triest; † 2012 in Villach) war ein österreichischer Politiker (SPÖ). Er war von 1965 bis 1979 Kärntner Landtagsabgeordneter und von 1965 bis 1973 Vizebürgermeister der Stadt Villach.

## Biographie
Bereits Wilhelm Sereiniggs Vater Jakob engagierte sich in der Zwischenkriegszeit politisch für die damalige SDAP und wurde nach dem Zweiten Weltkrieg Villacher Bürgermeister und Kärntner Landtagspräsident. Wilhelm Sereinigg absolvierte eine Höhere Technische Lehranstalt und begann schon in früher Jugend politisch aktiv zu werden. Er war Mitglied der Roten Falken und der Sozialistischen Jugend. 1932 trat er der SDAP bei und wurde nach deren Verbot in Folge der Februarkämpfe 1934 für ein Jahr inhaftiert. Nach einer zwischenzeitlichen Emigration in das Königreich Jugoslawien kehrte er 1939 zurück in das nunmehrige Deutsche Reich, wo er unter anderem in Norwegen für die Wehrmacht kämpfte.
Im Oktober 1945 trat Sereinigg der SPÖ bei, wo er sich besonders in der Jugendarbeit engagierte. Er wurde Landesobmann der Sozialistischen Jugend Kärnten und Landesobmann des Jugendherbergeverbandes, außerdem Mitglied der Stadtleitung und des Bezirksausschusses der SPÖ Villach. 1953 wurde er als Gemeinderat in der Stadtpolitik aktiv und übernahm ab 1956 als Stadtrat die Funktion des Finanzreferenten. Von 1965 bis 1973 amtierte er als Stellvertreter der Bürgermeister Gottfried Timmerer und Josef Resch. Von 1965 bis 1979 war Sereinigg schließlich Abgeordneter zum Kärntner Landtag und dort seit 1970 Klubobmann des SPÖ Landtagsklubs. Neben seiner Tätigkeit als Mandatsträger war er von 1964 bis 1984 Vorstandsobmann der von seinem Vater 1920 mitbegründeten Siedlungsgenossenschaft Heimat. Des Weiteren war er Vorstandsobmann der Villacher Sparkasse und auf Bundesebene Erster Vizepräsident des Österreichischen Sparkassenverbandes sowie Erster Vizepräsident des Verbandes der Gemeinnützigen Bauvereinigungen in Österreich.
Für seine Verdienste um die österreichische Sozialdemokratie wurde Sereinigg 1973 mit der Viktor-Adler-Plakette ausgezeichnet. Anlässlich seines 98. Geburtstages überreichte Bürgermeister Helmut Manzenreiter ihm das Siegel der Stadt Villach. Im Bereich der Nürnberger Straße (Stadtteil Untere Vellach) benannte die Siedlungsgenossenschaft einen kleinen Platz nach ihm. Wilhelm Sereinigg war verheiratet und hatte eine Tochter, er starb Ende des Jahres 2012 im 99. Lebensjahr.